# تله اسکی

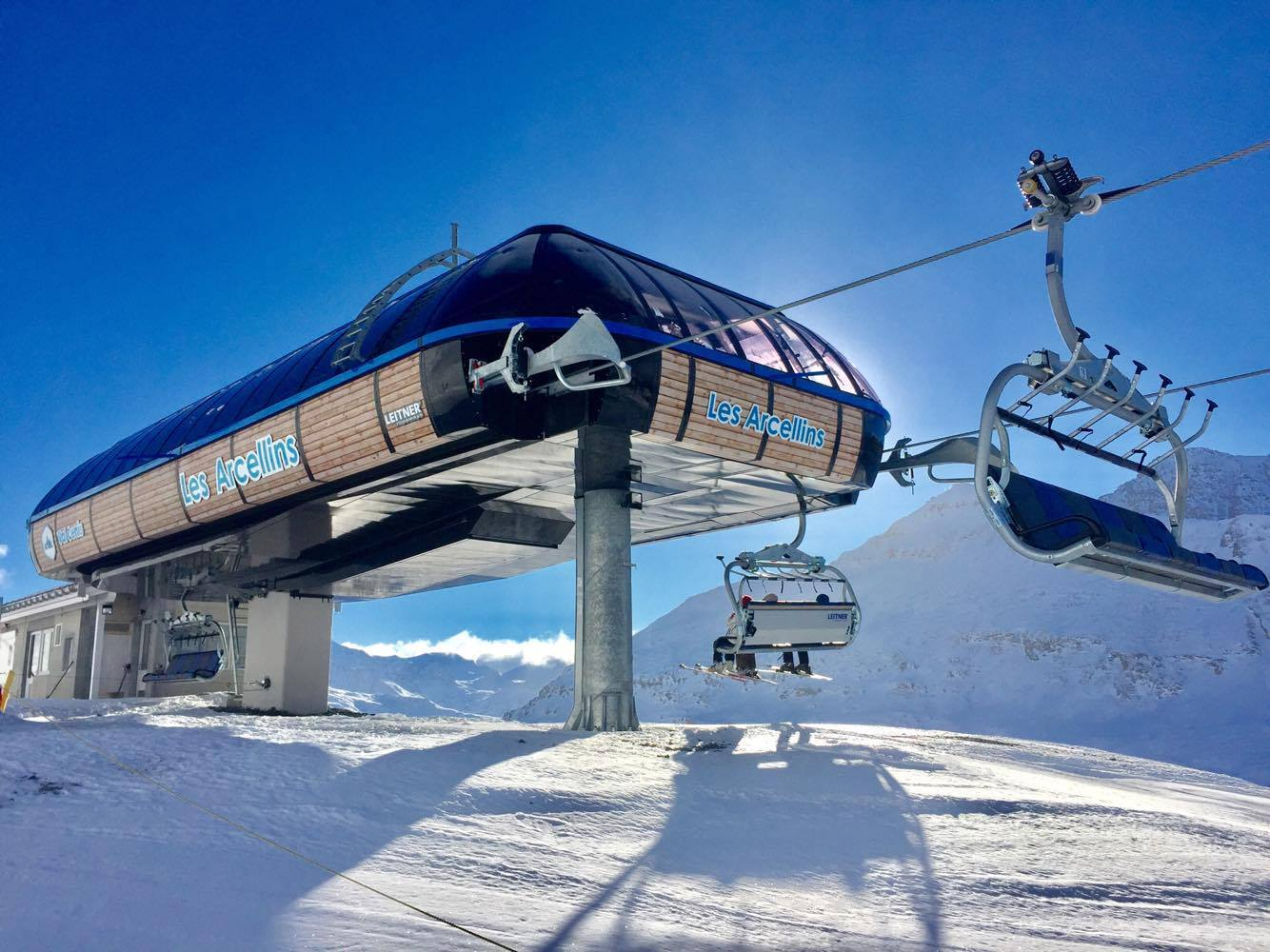
مکانیزم تله‌سی‌یژ در استراحتگاه Val Cenis Vanoise، فرانسه

تِله اسکی مکانیزمی برای انتقال اسکی‌بازان به بالای یک تپه است. تله اسکی‌ها معمولاً به‌صورت سرویس پولی در استراحتگاه‌های اسکی قرار دارند. اولین تله اسکی در سال ۱۹۰۸ توسط روبرت وینترهالدر آلمانی در شولباخ/ آیزنباخ، هخشوارتسوالد ساخته شد.

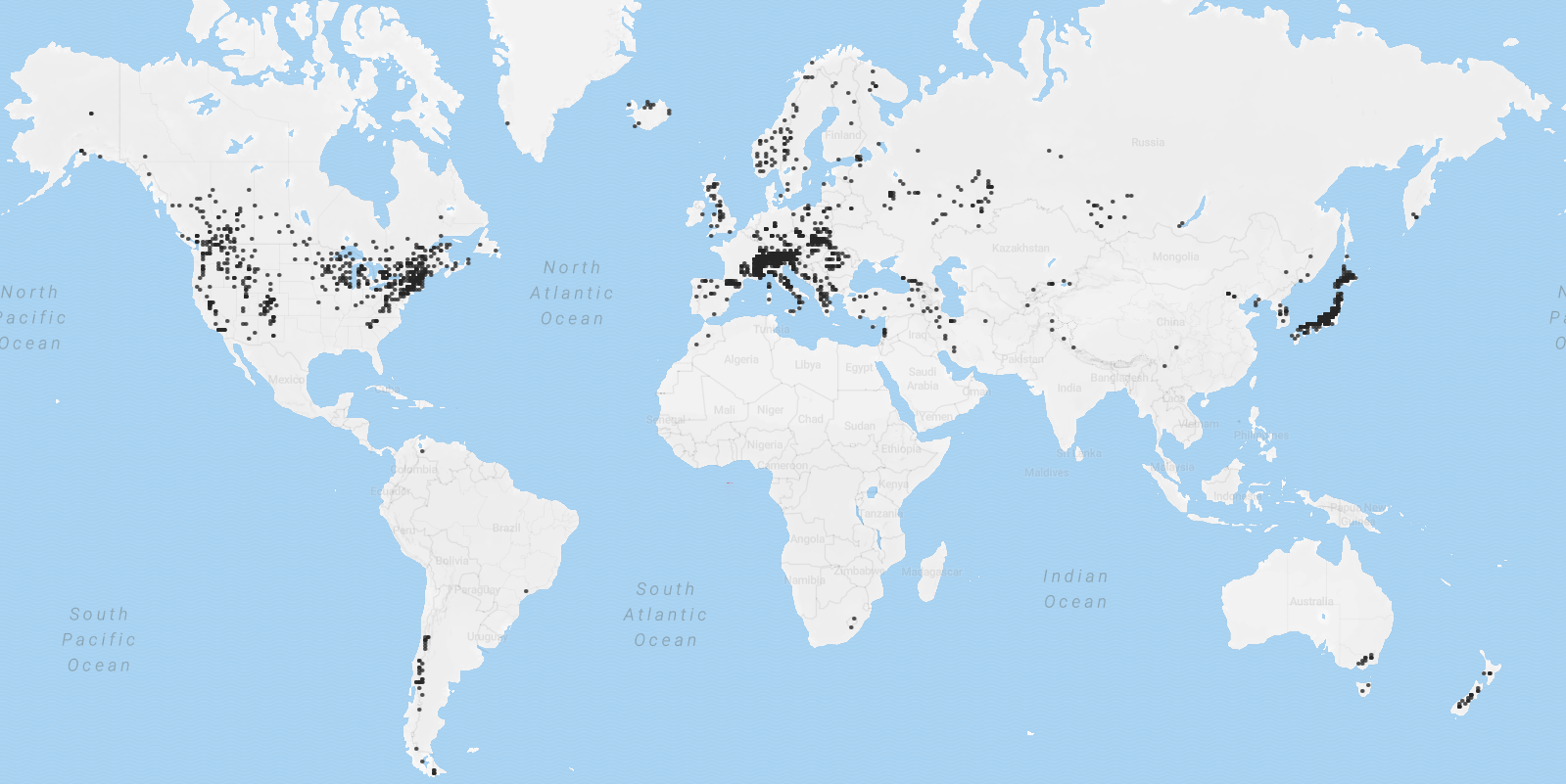
نقشه تفریگاهای اسکی جهان